# Bau
Bau är en liten ö i Fiji, öster om huvudön Viti Levu. Ön är historiskt och politiskt intressant långt utöver sin storlek, då den är huvudort i Kubunakonfederationen, och hem för Baus vunivalu, Fijis högst rankade hövding.

Bland Baus landmärken syns templet Vatanitawake, liksom metodistkyrkan från sent 1800-tal. Dopfunten i kyrkan var tidigare, under kannibalismen tidevarv, den sten mot vilken fiendeskallar krossades. 

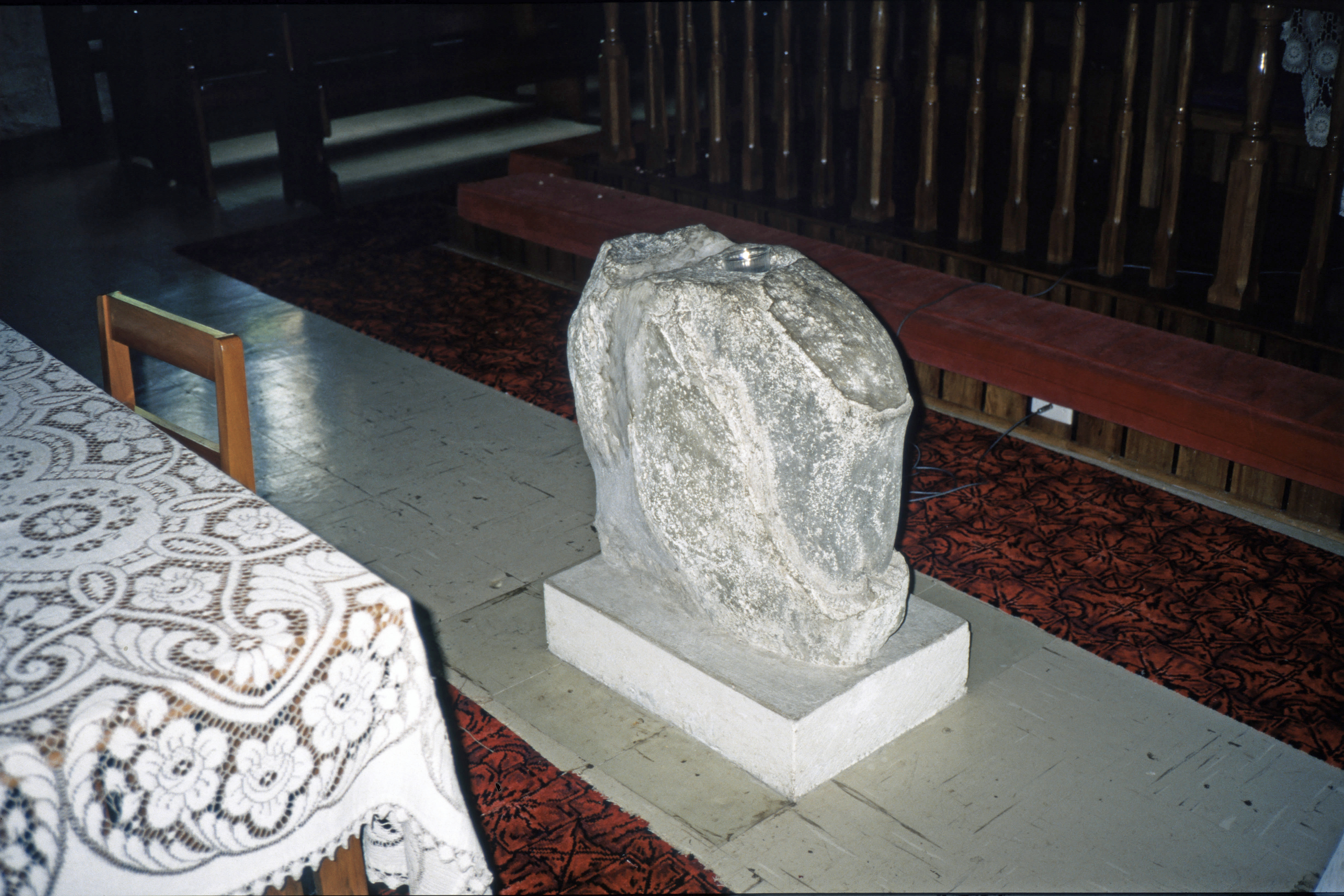
Stenen i kyrkan på ön Mbau (Bau) i Fiji som användes för att krossa huvudena på dem man skulle äta medan kannibalism fortfarande var kutym. Bilden är inskannad dia-bild som togs jul-nyår 1985-1986.

På toppen av öns enda kulle finns ett mausoleum där öns hövdingar begravs.

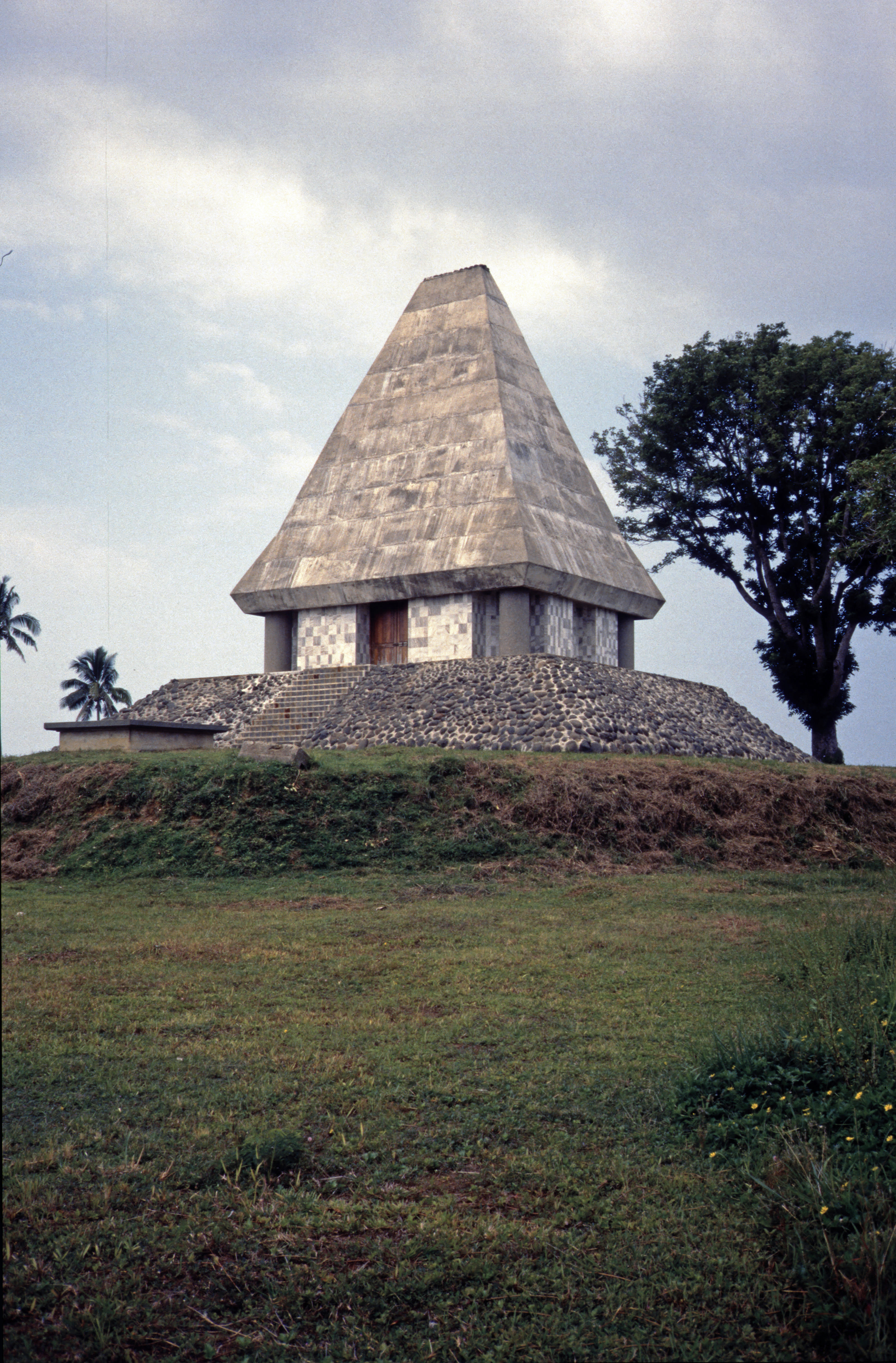
Maosoleum på ön Mbau (Bau). Bilden är inskannad dia-bild som togs jul-nyår 1985-1986.

Många av Fijis ledare har kommit från Bau. Seru Epenisa Cakobau, vunivalu mellan 1852 och 1883, var den förste att förena alla Fijis stammar under samma ledare, och kröntes till kung av Fiji 1871. Det var även Cakobau, i samråd med ett antal andra höga hövdingar, som gav Fiji till Storbritannien 1874. En ättling till honom, George Cakobau, höll också vunivalutiteln mellan 1957 och 1989. Fijis före detta vicepresident Joni Madraiwiwi var också en hövding från Bau, men med titeln Roko Tui Bau.
Fijianskan, som skriftspråk, är baserad på dialekten från Bau.